# Río Hunter (Nueva Gales del Sur)
El río Hunter ( Wonnarua: Coquun  ) es un río importante en Nueva Gales del Sur, Australia. El río Hunter nace en la cordillera de Liverpool y fluye generalmente hacia el sur y luego hacia el este, hasta llegar al mar de Tasmania en Newcastle, la segunda ciudad más grande de Nueva Gales del Sur y un importante puerto . Sus tramos inferiores forman un estuario de barrera abierto. 

## Curso y características

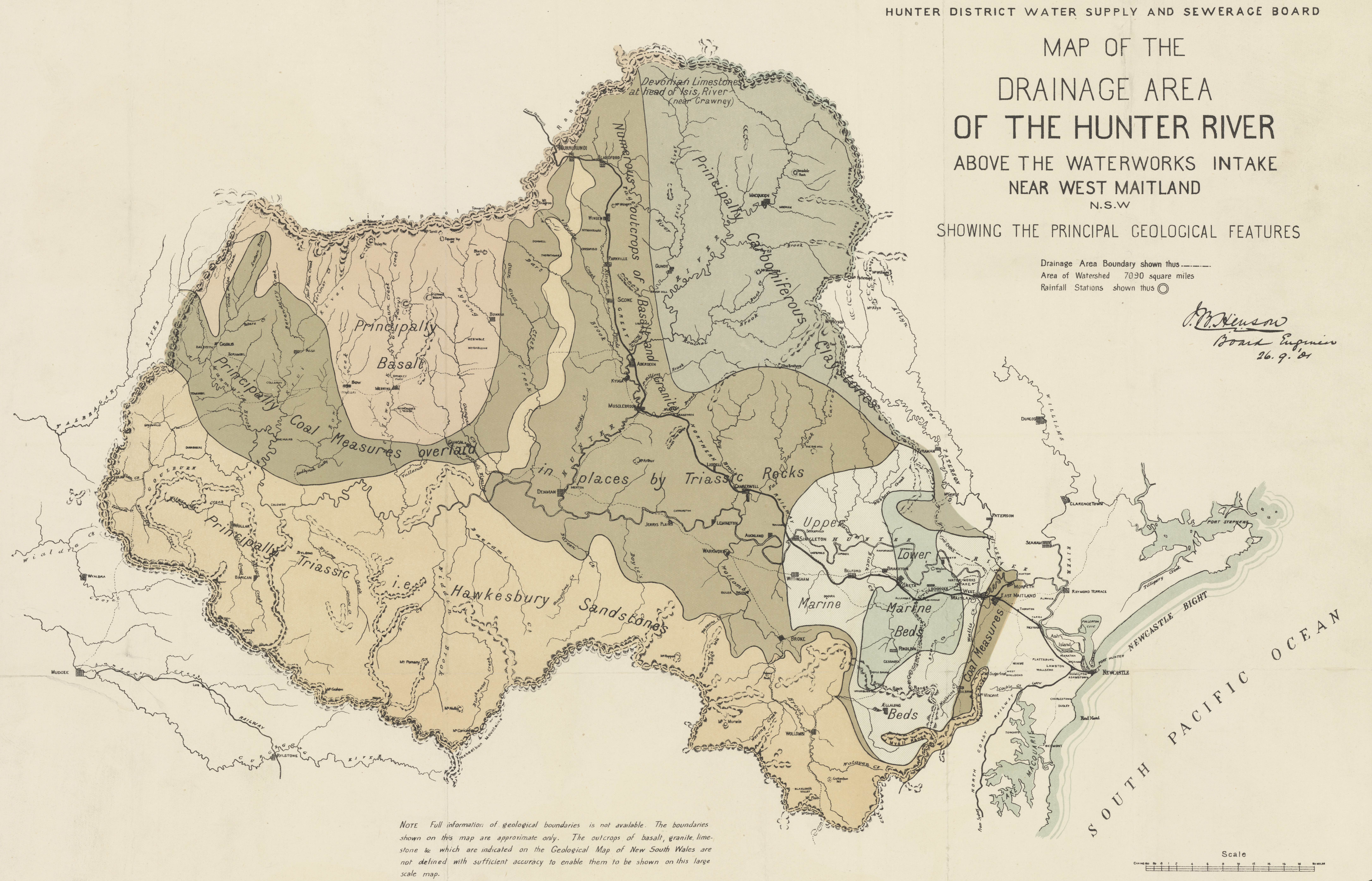
Mapa de la cuenca hidrográfica del río Hunter, 1901.

El río Hunter nace en las laderas occidentales de la cordillera Mount Royal, parte de la cordillera Liverpool, dentro del Parque Nacional Barrington Tops, al este de Murrurundi, y fluye generalmente en dirección noroeste y luego suroeste antes de ser embalsado por el lago Glenbawn. A continuación, fluye en dirección oeste y luego estesureste hasta llegar a su desembocadura en el mar de Tasmania,  en Newcastle entre Nobbys Head y Stockton . Recibe diez afluentes aguas arriba del lago Glenbawn y otros treinta y uno aguas abajo del embalse. Los principales afluentes son los ríos Pages, Goulburn, Williams y Paterson, y los arroyos Moonan, Stewarts y Wollombi. Al este de Hexham, el río se divide en dos canales principales, separados por los humedales de Kooragang, protegidos por Ramsar, que alimentan los estanques Milham, Wader y Swan, así como una serie de estanques más pequeños. El brazo sur del río crea la isla Hexham, mientras que el norte crea la isla Smiths y desemboca en la cala Fullerton. Los dos canales convergen en Walsh Point, donde confluyen con el arroyo Throsby, adyacente al distrito comercial central de Newcastle, antes de llegar a la desembocadura. El río Hunter desciende 1397 m a lo largo de sus 300 km de recorrido desde las altas cuencas superiores, pasando por el valle de Hunter, hasta llegar al mar. 
El río Hunter sufre importantes inundaciones, por lo que se construyó la presa de Glenbawn, cerca de Scone, para paliar este problema. Se han producido grandes inundaciones en el Hunter, incluida la de 1955, que causó devastación en las ciudades situadas a lo largo del río, especialmente en Maitland. En junio de 2007 y en 2015 se produjeron de nuevo graves inundaciones.  
Las ciudades a lo largo del río Hunter, desde aguas arriba hasta aguas abajo, son Aberdeen, Muswellbrook, Denman, Jerrys Plains, Singleton, Maitland, Morpeth y Raymond Terrace .
En Hexham, el río es atravesado por la Pacific Highway ; mientras que en Singleton y nuevamente en Aberdeen, el río es atravesado por la New England Highway ; y la Golden Highway cruza el río hacia el norte y el sureste de Denman.

### Valle de Hunter
El valle de Hunter es una de las mejores rutas hacia el interior del estado, ya que tiene un acceso relativamente libre de obstáculos como montañas y otros impedimentos. Es la zona más extensa de terreno relativamente bajo cerca de la costa de Nueva Gales del Sur y, debido a la protección que le brindan las escarpadas cordilleras del norte, es mucho más seca que cualquier otra región costera del estado. Las precipitaciones anuales oscilan entre los 1100 mm en Newcastle y los 640 mm en Merriwa y Scone, en la parte alta del valle. En los años más secos, las precipitaciones pueden llegar a ser de tan solo 600 mm  en Newcastle y 375 mm  en la parte alta del valle.
Sin embargo, alrededor de Barrington Tops, en el lado norte del valle, la precipitación anual puede alcanzar los 2.000 mm, no todo lo cual cae como lluvia ya que las temperaturas en julio suelen ser inferiores a 0 °C. En las zonas más bajas, las máximas de verano suelen rondar 27 °C y máximas invernales alrededor de 16 °C .
A excepción de las partes más secas de Tasmania y una pequeña área de Monaro entre Cooma y Nimmitabel, el valle de Hunter es el límite sur de las ricas "tierras negras" (en realidad, arcillas negras agrietadas ). Estos son los únicos suelos en toda Australia con niveles razonables de fósforo soluble, con el resultado de que aguas arriba de Singleton hay tierras de pastoreo muy ricas con muchos criaderos de caballos pura sangre. Alrededor de Merriwa y al sur de Singleton, los suelos son arenas muy infértiles, más típicas de Australia en su conjunto, y el uso predominante del suelo es el pastoreo extensivo.

Algunas partes del Valle Hunter son importantes para el cultivo de uvas y la producción de vino. El valle de Hunter es también una de las zonas de extracción de carbón más importantes de Australia. El río Hunter está amenazado por la sequía y el cambio climático y la pérdida de agua propuesta debido a la minería de carbón. La región también es muy apreciada por los criadores de caballos de pura sangre y las ganaderías.

## Historia
El río Hunter ha estado habitado durante miles de años por el pueblo aborigen Wonnarua, que lo llamaba Coquun (  /koʊ'kwɪn/ ), que significa "agua dulce". El río Lower Hunter, más cercano a la costa, es el territorio tradicional del pueblo Awabakal . Ambos grupos hablaban un idioma similar .
El río fue colonizado por primera vez por exploradores europeos en la década de 1790. En junio de 1796, unos pescadores que se refugiaron allí para protegerse del mal tiempo descubrieron carbón, por lo que inicialmente recibió el nombre de Coal River (río Carbón). En 1797, se le dio oficialmente el nombre de Hunter, en honor al capitán John Hunter, gobernador de la colonia británica de Nueva Gales del Sur en aquella época. 
Entre 1826 y 1836, los convictos construyeron la Gran Carretera del Norte, que tiene 264 km de longitud y une Sídney con la región de Hunter. 

## Galería

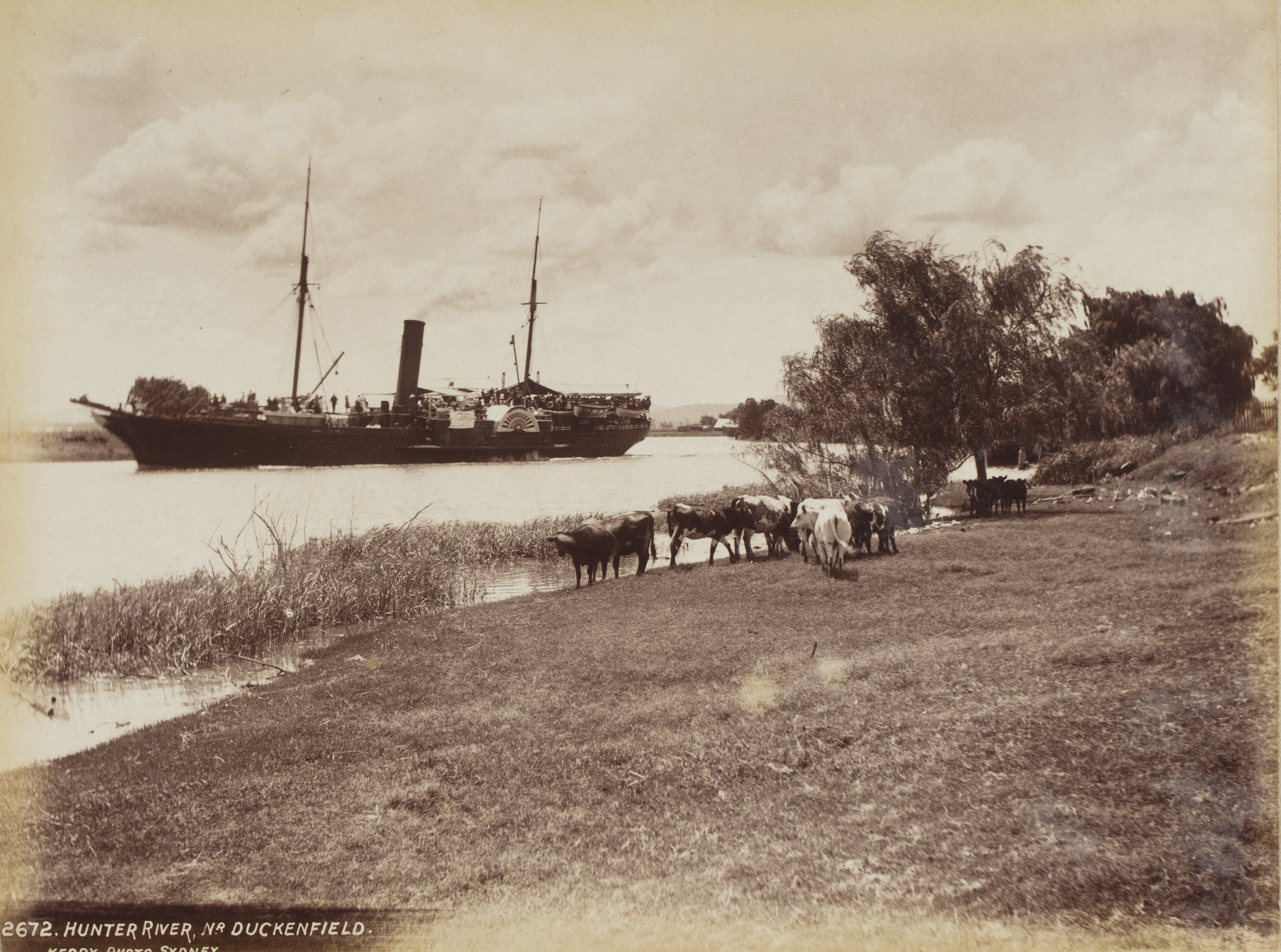
Barco de vapor en el río Hunter cerca de Duckenfield, Nueva Gales del Sur, hacia 1890
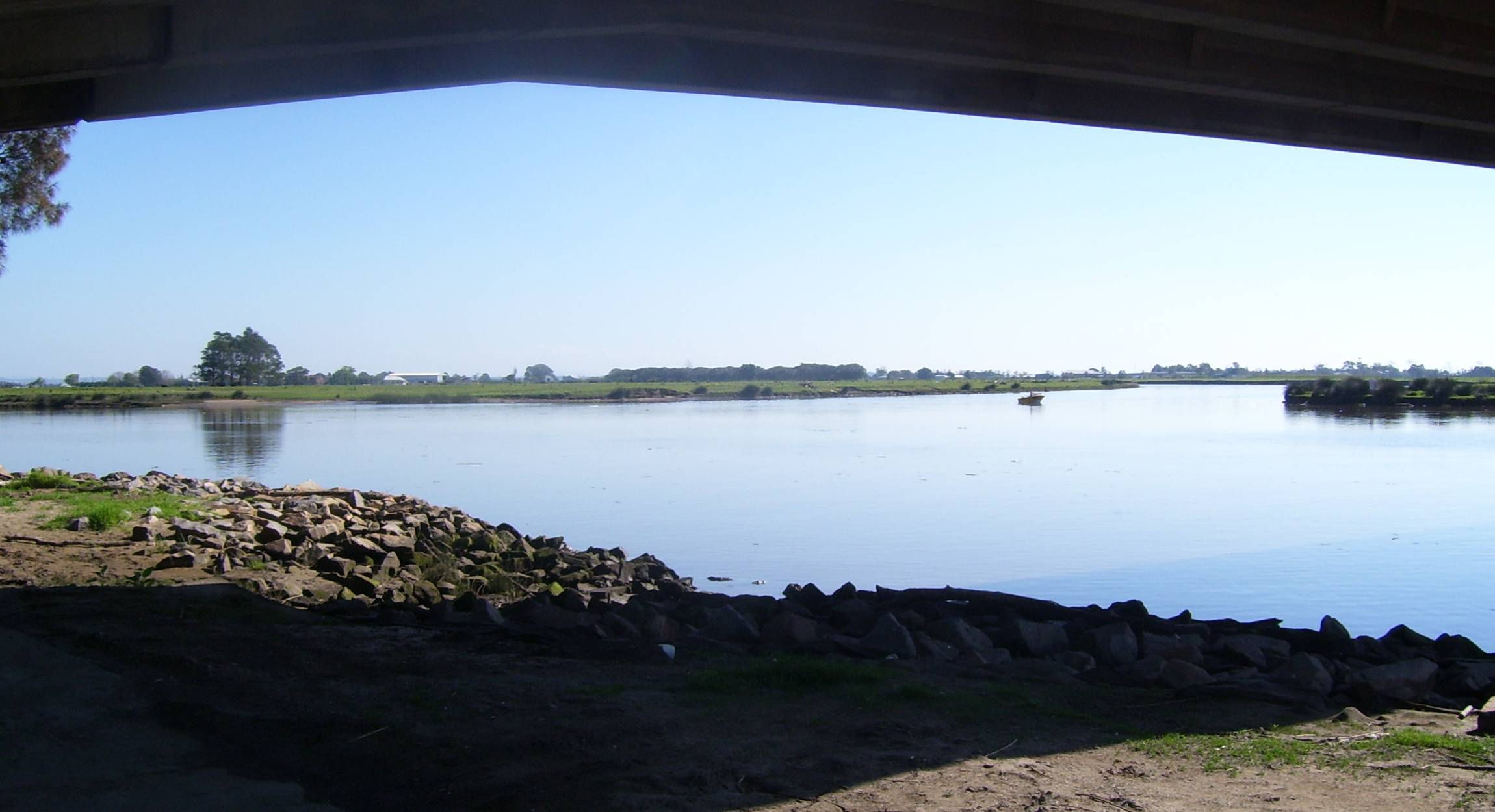
Confluencia de los ríos Hunter y Williams en Raymond Terrace .
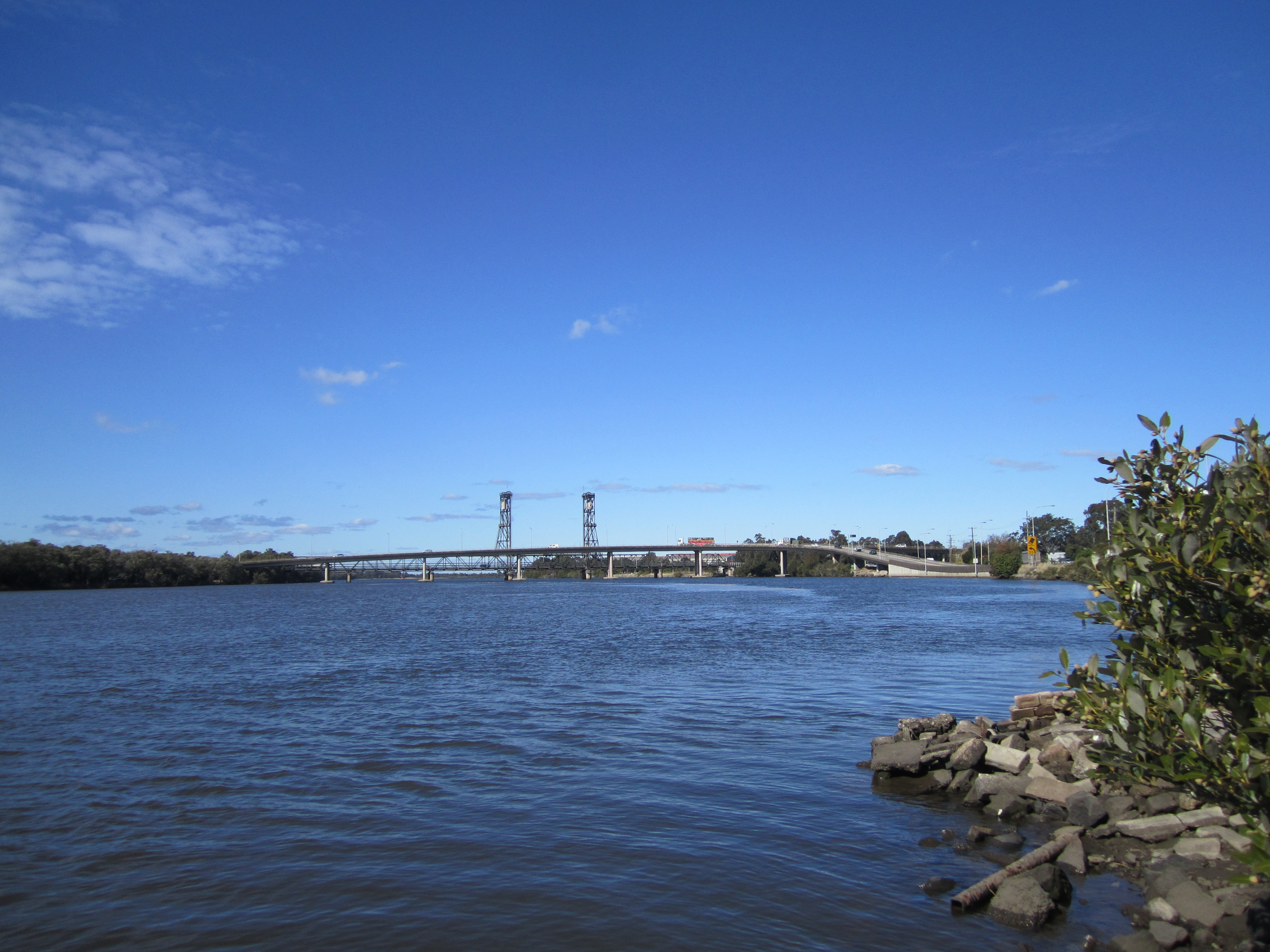
Puentes sobre el río Hunter entre Tomago y Hexham .
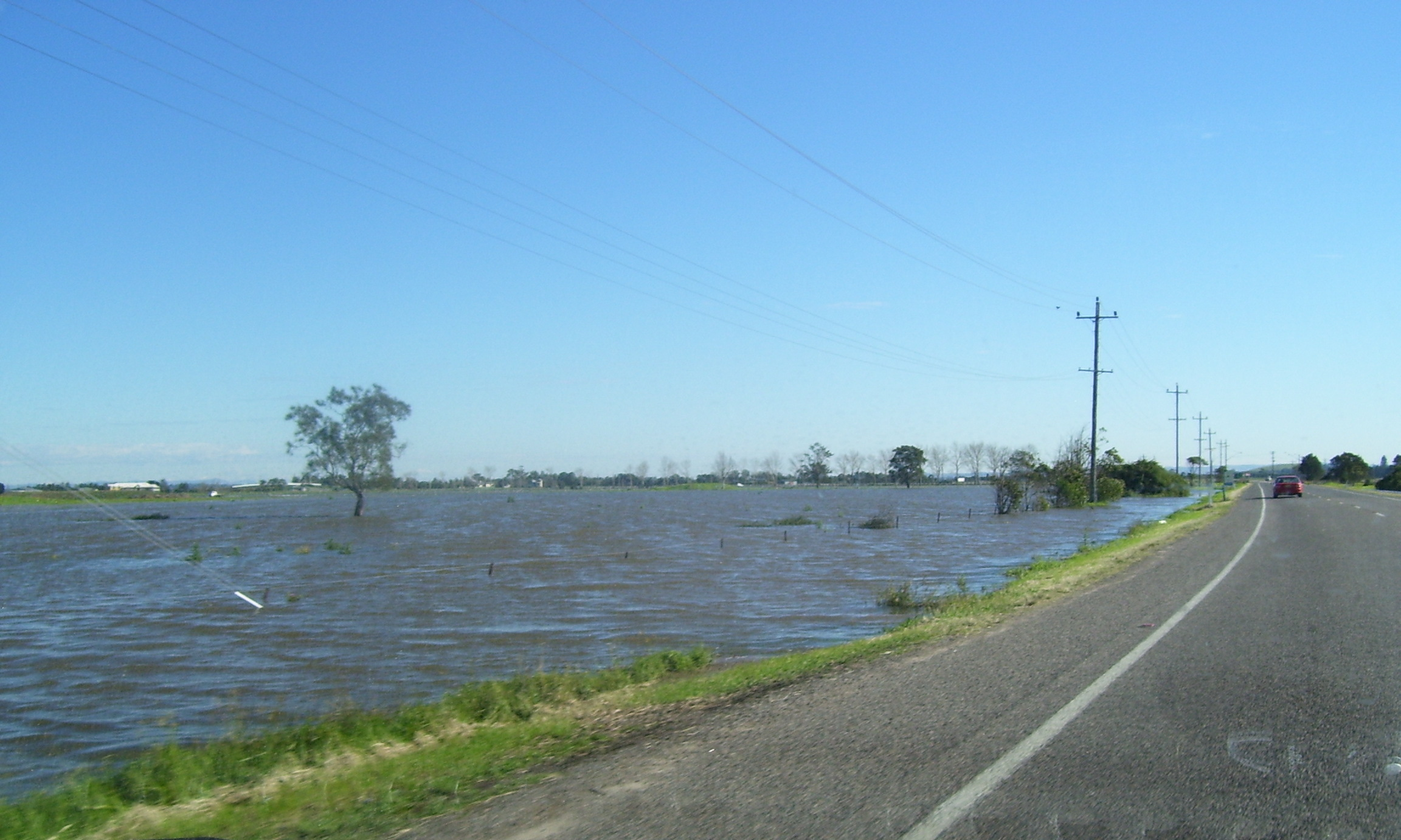
Inundaciones de los ríos Hunter y Williams en Nelsons Plains durante 2007.
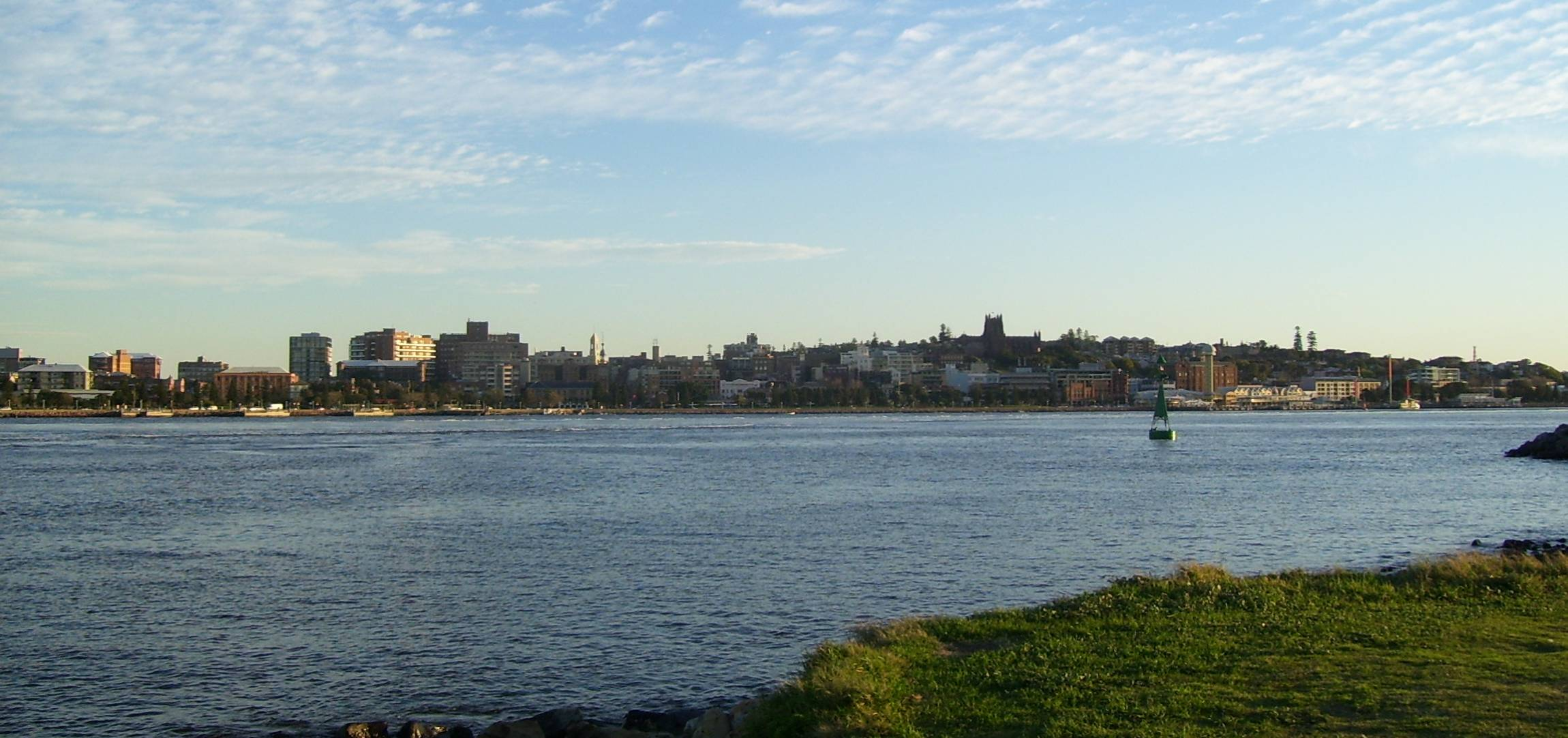
Desembocadura del río vista desde Stockton, mirando hacia el distrito comercial central de Newcastle, 2007.